# Pfalz-Mosbach-Neumarkt

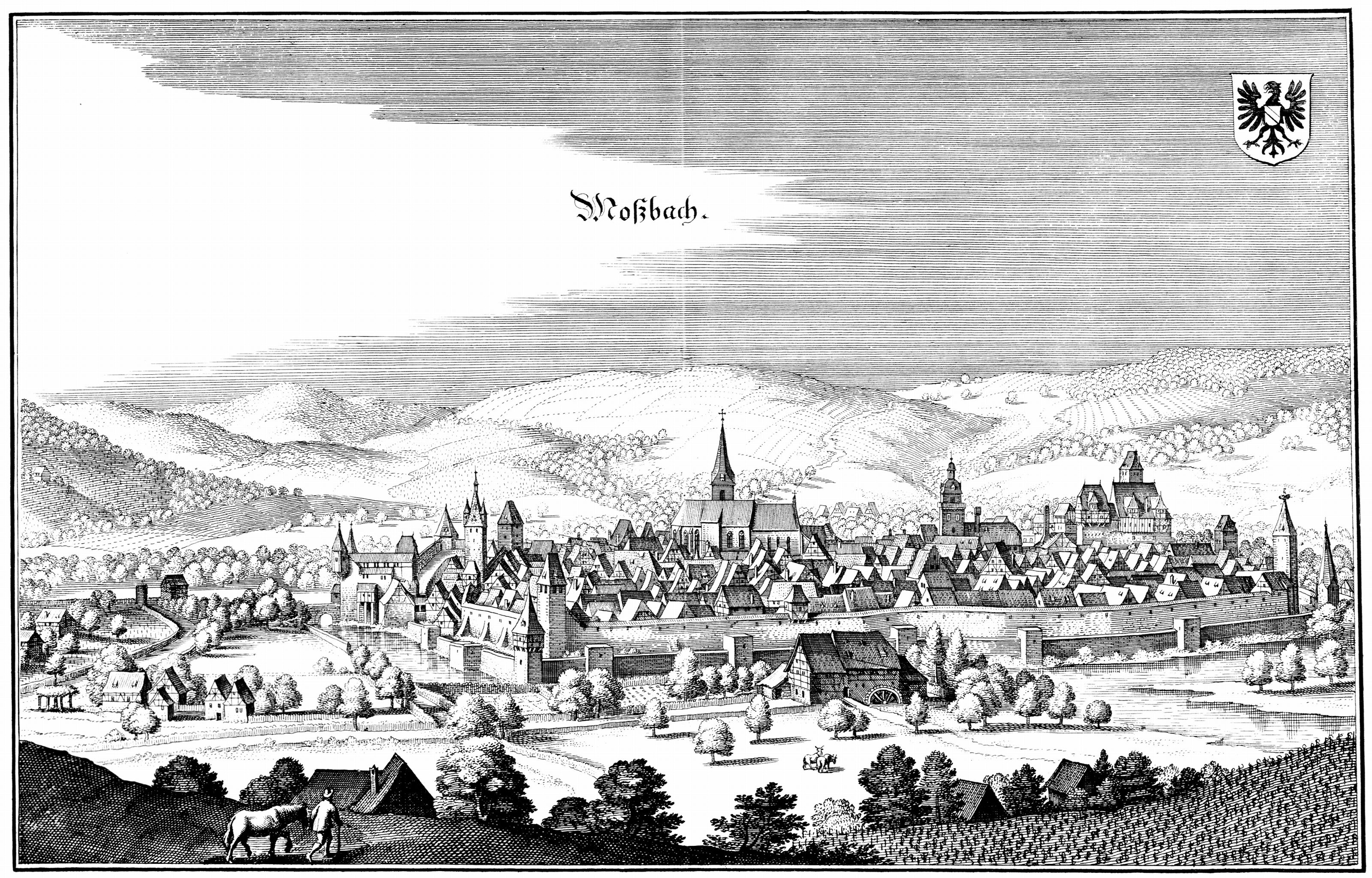
Mosbach, im Kupferstich Merians

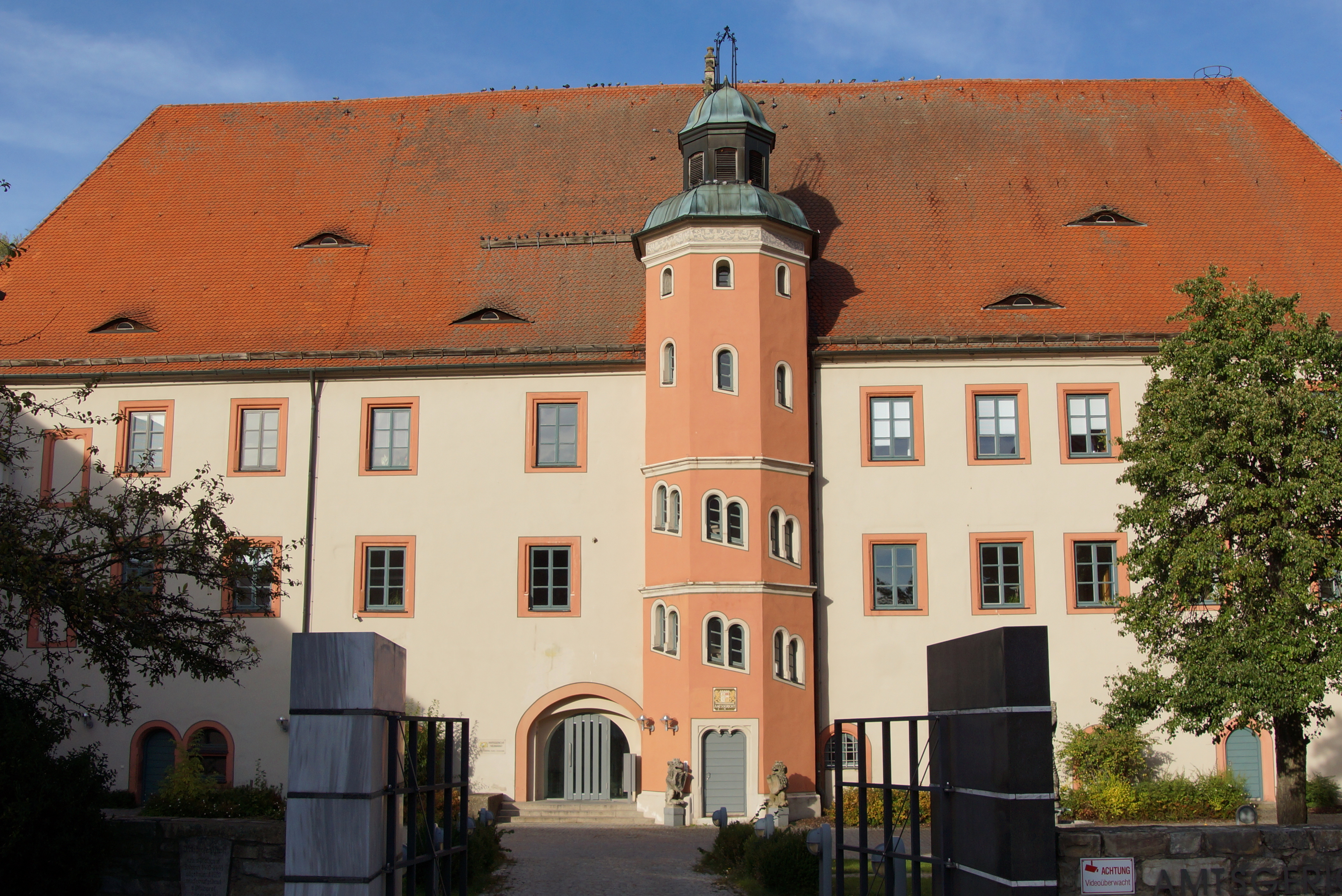
Pfalzgrafenschloss Neumarkt

Die Pfalzgrafschaft Pfalz-Mosbach-Neumarkt entstand 1448 durch die Vereinigung der Herrschaftsgebiete Pfalz-Mosbach und Pfalz-Neumarkt und wurde bis zu deren Aussterben 1499 durch die Linie Pfalz-Mosbach der pfälzischen Wittelsbacher regiert. Sie bestand aus Streubesitz mit Schwerpunkten im Odenwald um Mosbach und in der Oberpfalz um Neumarkt.
Die pfälzische Linie der Wittelsbacher teilte sich nach dem Tode Ruprechts III. von der Pfalz im Jahre 1410 in vier Linien, die Kurlinie mit der Hauptstadt Heidelberg und die Linien Pfalz-Neumarkt, Pfalz-Simmern und Pfalz-Mosbach.
Begründet wurde die Linie Pfalz-Mosbach durch Ruprechts jüngsten Sohn Otto I., der seine Residenz nach Mosbach verlegte. Aus seiner Ehe mit Johanna von Bayern-Landshut gingen neun Kinder hervor.
Mit dem Aussterben der Linie Pfalz-Neumarkt 1448 fiel deren Besitz in der Oberpfalz an die Mosbacher Linie und Neumarkt wurde von Pfalzgraf Otto I. als zweite Residenzstadt genutzt.
Sein Sohn Otto II. (1435–1499) setzte die Linie fort, verlegte seinen Regierungssitz aber nach Neumarkt. Dort starb Otto II. kinderlos, womit auch die Linie Pfalz-Mosbach ausstarb. Das Territorium fiel an den Kurfürsten Philipp von der Pfalz (Kurlinie) zurück und wurde wieder mit der kurpfälzischen Domäne vereinigt.
Die Fürsten zu Leiningen nahmen nach dem Reichsdeputationshauptschluss 1803 unter anderem den Titel „Pfalzgraf zu Mosbach“ an; dies steht in keinem Zusammenhang mit der hier behandelten Linie Pfalz-Mosbach-Neumarkt.

## Liste der Pfalzgrafen von Pfalz-Mosbach
- 1410–1461: Otto I. (1390–1461), der jüngste Sohn von Kurfürst Ruprecht III. und Elisabeth von Hohenzollern-Nürnberg
- 1461–1499: Otto II. (Otto Mathematicus; 1435–1499), Pfalzgraf und Herzog von Pfalz-Mosbach-Neumarkt